# Campionat d'Espanya de trial 1985
La temporada de 1985 del Campionat d'Espanya de trial fou la 18a edició d'aquest campionat, organitzat per la Reial Federació Motociclista Espanyola. El calendari oficial constava de 10 proves puntuables. 6 de les proves programades es disputaren als Països Catalans: Trial de Sant Llorenç, Palautordera, Serra, Ibi, Figueres i Viella.

## Classificació final
Font:
| Posició | Pilot           | Motocicleta | Punts |
| ------- | --------------- | ----------- | ----- |
| 1       | Lluís Gallach   | Merlin      | 149   |
| 2       | Joan Freixas    | Merlin      | 128   |
| 3       | Jordi Tarrés    | Beta        | 122   |
| 4       | Andreu Codina   | Montesa     | 118   |
| 5       | Ronald Garcia   | Mecatecno   | 102   |
| 6       | Gabino Renales  | Mecatecno   | 101   |
| 7       | Jorge Arjones   | Merlin      | 79    |
| 8       | Salvador Garcia | Mecatecno   | 75    |
| 9       | Albert Puig     | Merlin      | 41    |
| 10      | Carles Casas    | Montesa     | 37    |

## Categories inferiors
| Categoria     | Guanyador  | Motocicleta |
| ------------- | ---------- | ----------- |
| Júnior        | Òscar Giró | Montesa     |
| Juvenil 125cc | Jordi Puig | Montesa     |